# Parafia św. Filipa Neri w Bytowie
Parafia św. Filipa Neri w Bytowie – rzymskokatolicka parafia w Bytowie, erygowana w 1994. Należy do dekanatu Bytów diecezji pelplińskiej. Jest najmłodszą parafią w mieście. Obsługiwana jest przez księży Filipinów.